# Cimitero delle Ballodole
Il cimitero delle Ballodole si trovava a Firenze nell'omonima località, circa un miglio più a sud dell'attuale cimitero di Trespiano.

## Storia
Le  Ballodole (contrazione popolare di Val di Lodole) fu il sito del primo cimitero creato a Firenze per la sepoltura della gente comune al di fuori del centro murato. Venne aperto nel 1775 per inzitiativa di Pietro Leopoldo, anticipando quindi le riforme napoleoniche, in un luogo nei pressi della chiesa di San Pietro a Careggi, dove esisteva già un campo di sepoltura che, secondo fra' Sisto da Pisa, era usato "per il basso popolo di Firenze fin dal medioevo".
Al pari di altri cimiteri simili, si deve immaginare il luogo come un campo recintato in cui veniva inumata in terra la povera gente, con le occasionali lapidi di chi poteva permetterselo allineate lungo il muro di cinta, un po' come avveniva nelle chiese dove la memoria dei defunti si allineava lungo le pareti, non strettamente a ridosso del luogo di inumazione vero e proprio che spesso era nei locali sotterranei. 
Già nel 1783 tuttavia, in occasione del provvedimento che proibiva le future tumulazioni nelle chiese e regolamentava le sepolture a sterro, venne preferito a questo sito quello sorto a monte della chiesa di Santa Lucia a Trespiano, ritenuto più salubre per la migliore esposizione nella valle del Mugnone. Il cimitero di Trespiano aprì il 1º maggio 1784, e quello delle Ballodole e se ne perse la memoria, tanto che oggi non è neanche chiaro dove fosse esattamente situato, forse in un campo a ridosso della chiesa di San Pietro, o più a monte, lungo la tuttora esistente "via delle Ballodole". In ogni caso nella zona resta ancora oggi il piccolo cimitero parrocchiale di Careggi. 
Nel gergo fiorentino è rimasto il modo di dire "andare alle Ballodole", che significa "morire poveramente" o, per traslato, ridursi in miseria.